# Гауве
Гауве (нід. Gouwe) — селище в нідерландській провінції Північна Голландія. Входить до муніципалітету Опмер.
Його площа становить 2,42 км², а населення станом на 2021 рік складало 240 осіб.
Перша згадка про населений пункт датується 1437 роком.